# Posen-Prussia Occidentale
La Marca confinaria di Posen-Prussia Occidentale (in tedesco: Grenzmark Posen-Westpreußen) fu una provincia della Prussia situata nell'odierna Polonia. Fu creata nel 1922 a partire dalle parti della Posnania e dalle parti occidentali della Prussia Occidentale che rimasero nella Repubblica di Weimar dopo la fine della prima guerra mondiale. 
Le parti maggiori di queste province erano divenute parte della Seconda Repubblica di Polonia secondo il Trattato di Versailles. La Marca di Poznań-Prussia Occidentale fu sciolta nel 1938 appena prima della seconda guerra mondiale, quando fu divisa e riassegnata alla Slesia, alla Pomerania e al Brandeburgo. La capitale era Schneidemühl (in polacco Piła) e la provincia si estendeva per 7695 km².
Le parti ad est della Vistola dell'ex Prussia Occidentale, essendo contigue con la Prussia Orientale, divennero un nuovo distretto, il distretto della Prussia occidentale, di tale provincia.

## Popolazione
- 1919: 326 900 abitanti
- 1925: 332 400 abitanti
- 1933: 470 600 abitanti